# 닌투언성
닌투언성(寧順省 베트남어: Tỉnh Ninh Thuận / 省寧順)은 베트남의 오래된 지방이다. 2025년 6월 12일, 닌투언성 성이 카인호아성 편입되었다.

## 개요
남동부에 위치하며, 동쪽은 동해에 접해있다.
인구 규모는 58만명으로 해안 지방에서 가장 적다. 연간 강수량이 700mm 정도로 사구 지대가 펼쳐질 정도로 논 농사에 적합하지 않은 토지가 많다. 인프라가 정비되어 있지 않기 때문에, 대규모 산업이나 관광 등의 다른 산업의 발전도 드뎠지만, 2000년대에 들어서면서 닌투언 제1원자력 발전소 , 제2 원자력 발전소의 건설이 구체화되었으며, 2020년까지 완공을 목표로 건설이 진행되고 있어서 향후 각 산업의 급속한 발전도 예상된다.

## 역사
판두랑가의 참 왕국은 닌투언성에 그 중심을 가지고 있었지만, 현재 빈투언성의 많은 부분을 포함하고 있었다. 판두랑가는 1471년 비자야 함락 이후 참파의 정치적 중심지가 되었다. 1832년 민망 황제가 합병할 때까지 독립하였다. 닌투언성은 빈뚜이성과 함께 1976년 빈투언성으로 합병되었고, 닌투언성은 1991년 다시 별도의 성이 되었다.

## 지리
닌투언성의 지형은 높은 산이 중부 고원까지 서쪽 국경 근처뿐만 아니라 해안 근처에 위치한다는 점에서 남해안에는 전형적인 것으로, 그 중 가장 높은 곳은 쭈아산(Núi Chúa)는 성의 북동쪽 1,040m 지점이다. 최고 643미터의 높이를 가진 다박산(Núi Đá Bạc)과 같은 몇몇 다른 봉우리들은 해안을 따라 위치해 있다. 가장 높은 산들은 카인호아성과 럼동성과의 접경에 위치해 있으며, 3개의 산들은 1,600m가 넘고 수엉무산(Núi Sương Mù)이 1,652m로 가장 높다. 판랑 주변의 그 지방의 작은 부분만이 50m 이하의 고도를 가지고 있다. 이 지방의 주요 강은 딘강으로, 판랑은 물론 지방의 주요 저지대를 흐른다. 닌투언성에는 여러 지류가 있으며, 럼동성의 돈즈엉호와 연결되어 있다.
2007년을 기준으로, 닌투언성 면적의 55.7%가 숲으로 덮여 있으며, 중부 해안에서 가장 숲이 우거진 지방이 되었다. 숲은 북동쪽 해안에 있는 닌하이현의 대부분을 차지하고 있고, 대부분의 북쪽과 남쪽은 그 지방의 서쪽을 덮고 있다. 닌투엔 지역은 베트남에서 가장 건조한 지역으로, 일부 지역은 연간 800mm 미만의 비가 내린다. 그 지방 북부에는 몰리브덴의 매장량이 있다.

## 행정 구역

### 시
- 판랑탑짬시 (Phan Rang-Tháp Chàm / 潘郎-塔占)

### 현
- 박아이현 (Huyện Bác Ái / 博愛縣)
- 닌하이현 (Huyện Ninh Hải / 寧海縣)
- 닌프억현 (Huyện Ninh Phước / 寧福縣)
- 닌선현 (Huyện Ninh Sơn / 寧山縣)
- 투언박현 (Huyện Thuận Bắc / 順北縣)
- 투언남현 (Huyện Thuận Nam / 順南縣)

## 인구 통계

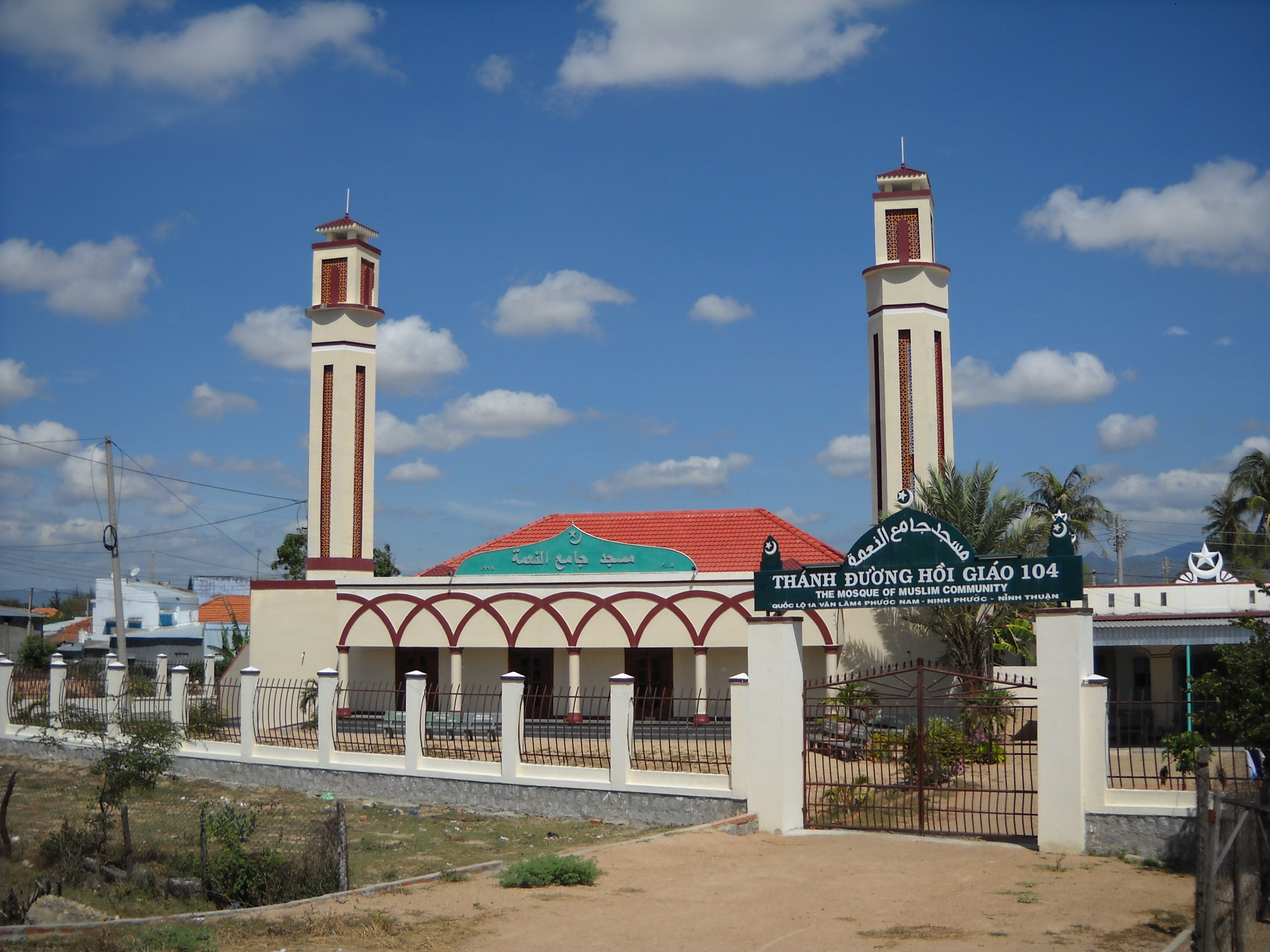
닌프억현의 모스크

닌투언성의 인구는 2009년에 565,700명이었다. 도시 인구는 2007년 18만5700명으로 7년 전의 12만 3700명에 비해 급격히 증가했다. 도시 인구는 2000년부터 2007년까지 평균 6% 증가한 반면 농촌 인구는 실제로 약간 마이너스 성장을 했다. 전체 인구 증가율은 평균 1.5%로 다낭에 이어 베트남 남중부 지방에서 두 번째로 높다.
킨족과는 별도로 지방 인구의 상당 부분은 참족과 라글라이족에 속한다. 많은 참족들은 수도 판랑 근처에 산다. 라글라이족은 북동쪽의 닌하이현과 서쪽의 산악지대와 같은 지방의 더 먼 지역에 산다.
2009년 4월 1일 현재 닌투언성에는 10개의 종교가 있으며, 총 184,577명의 신도들이 있다. 특히 천주교 신자는 65,790명, 불교가 43,192명, 힌두교 40,695명(전국 최고 비율), 이슬람교 25,513명, 개신교 7,570명, 기타 소규모 종교가 뒤를 잇고 있다. 까오다이교 1784명에 이어, 바하이는 26명, 호아하오교 5명, 베트남 순토불교는 1명의 추종자가 있었다.

## 관광

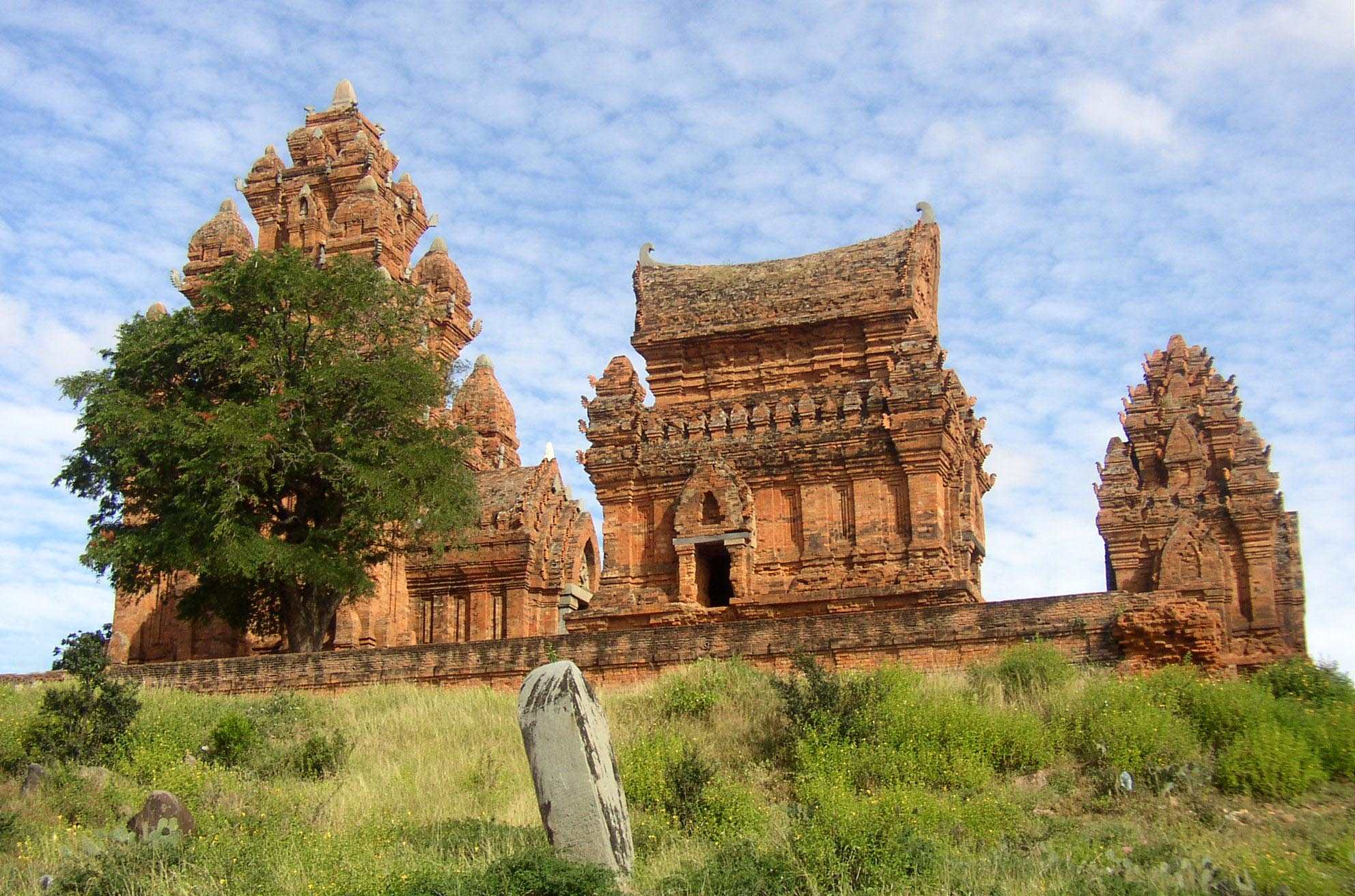
뽀 끌롱 자라이

닌투언성에는 유명한 아름다운 해변과 많은 강과 하천이 있다. 방강, 띠엔 폭포와 더불어 빈띠엔 해변, 닌쯔 해변, 빈선 해변, 까나 해변과 같은 것들이 모두 대표적인 관광 자원이 된다.
닌투언성에는 여전히 참족 문화 축제와 관련된 많은 고대 참족의 문화와 뽀 끌롱 자라이(참탑), 뽀로메 탑(닌프억현)과 같은 많은 사원 건축 작품들을 보존하고 있다. 현재 닌투언성에는 400년 ~ 1100년 사이에 제작된 호아라이탑, 뽀 끌롱 자라이(Po Kong Garai), 뽀로메(Po Rome) 3개의 참족 사원이 있다. 고대 참족 공예 마을에는 바우쭉 도자기 마을과 미응이헵 브로까데 마을이 있다.
또한, 닌투언성에는 2개의 생태관광 지역이 있다.
- 누이쭈아 국립공원
- 프억빈 국립공원

## 교통

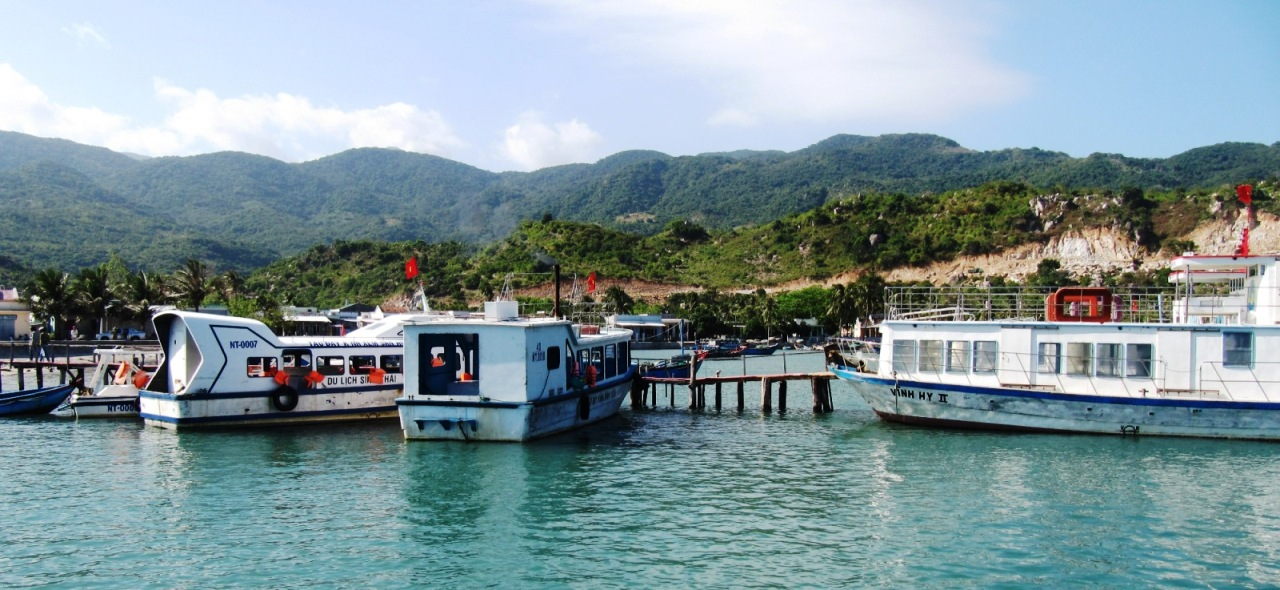
빈빈히항

닌투언성은 베트남의 주요 남북 통로를 따라 위치해 있다. 국도 제1A호선과 남북철도가 성내를 관통하고 있다. 닌투언성의 주요 철도역은 탑짬에 있다. 또한 두 개의 작은 기차역이 있다. 북쪽의 투언박현의 바러우역와 남쪽의 국경 근처의 까나역이다. 판랑은 응오안묵 고개를 경유하여 국도 27호선으로 달랏과 연결된다. 예전에는 같은 노선을 운행하는 철도가 있었으나, 베트남 전쟁이 시작된 이후로는 사용되지 않고 있다.
닌투언성에서는 다음과 같은 3 군데의 주요 항구가 있다.
- 닌하이현 북동부의 빈빈히항
- 판랑 인근 닌하이현 남부의 닌쭈항
- 닌투언성 남부에 있는 까나항

가장 가까운 상업 공항은 깜라인 국제공항이다.

## 출신 인물
- 응우옌반티에우